# Hội Thanh niên vận động hiến máu Hà Nội
Hội Thanh niên vận động hiến máu Việt Nam (hay còn gọi là Hội Máu Việt Nam) là một tổ chức xã hội đặc thù của thanh niên Thủ đô nói riêng và cả nước nói chung, hoạt động chuyên sâu về vận động hiến máu và tổ chức hiến máu tình nguyện trên địa bàn Hà Nội và các tỉnh lân cận. Hội trực thuộc Hội Liên hiệp Thanh niên Việt Nam TP Hà Nội về mặt tổ chức và được Viện Huyết học – Truyền máu Trung ương, Trung tâm Máu Quốc gia hướng dẫn nhiều về mặt chuyên môn.  
Có thể nói, Hội là một trong những tổ chức tình nguyện tiêu biểu nhất của Thủ đô nói riêng và cả nước nói chung. Hội được thành lập ngày 24/01/1994, do GS.TSKH Đỗ Trung Phấn – Nguyên Viện trưởng Viện Huyết học – Truyền máu Trung ương sáng lập và rèn luyện. Sự ra đời của Hội xuất phát từ những yêu cầu thực tiễn và thời đại, đánh dấu sự khởi đầu và phát triển của phong trào vận động hiến máu tình nguyện trên toàn quốc. Sự hiện diện của Hội trong lòng Hà Nội đã trở thành nét đẹp góp phần mang tính nhân văn sâu sắc của thủ đô ngàn năm văn hiến. 
Hội được khởi đầu từ Trường Đại học Y khoa Hà Nội với “tên sơ sinh” là Câu lạc bộ học sinh sinh viên hoạt động nhân đạo (khi đó, cụm từ “hiến máu” còn khá xa lạ với tuổi trẻ thủ đô). Tính đến nay, đã có hàng vạn lượt cán bộ, hội viên từng khoác lên mình chiếc áo đỏ thân thương và nồng cháy, bao thế hệ các anh, các chị đã cống hiến một phần, thậm chí trọn vẹn những năm tháng thanh xuân của mình cho tổ chức Hội, cho sự phát triển của phong trào hiến máu tình nguyện. Hơn 30 năm - một chặng đường dài đầy vinh quanh và thử thách của Hội, không thể kể hết được biết bao giọt mồ hôi, biết bao giọt nước mắt đã đổ xuống gieo hạt, vun đắp cho tổ chức Hội chúng ta phát triển như ngày hôm nay.
Với khát vọng "Học tập hết mình vì lập thân lập nghiệp – Tình nguyện hết mình vì sự sống người bệnh", trải qua hơn 30 năm, toàn Hội đã trực tiếp vận động được trên 850.000 đơn vị máu phục vụ cho cấp cứu và điều trị người bệnh, đã hướng dẫn, tập huấn cho hơn 45.000 thanh niên, sinh viên trưởng thành từ môi trường hoạt động Hội. Bên cạnh đó, Hội cũng đã tổ chức phối hợp, hỗ trợ các đơn vị, địa phương, trường học vận động đông đảo thanh niên, sinh viên, cán bộ, công chức, viên chức và người dân tích cực tham gia hiến máu tình nguyện. Đồng thời, Hội là một mô hình tình nguyện vận động hiến máu cho các tỉnh/thành phố trong cả nước học tập và được các tổ chức tình nguyện quốc tế đánh giá cao.
Hội là một môi trường học tập, rèn luyện và thi đua hiệu quả, với nhiều thế hệ cán bộ, hội viên đã trưởng thành và hiện nay đang làm chủ các doanh nghiệp, đang công tác và có vị trí quan trọng trong các cơ quan trung ương, các Bộ, ban ngành, Bệnh viện, Viện và tại các địa phương trên cả nước. Nhiều anh chị đã nhận được học bổng du học tại Úc, Singapore, Mỹ, Anh, Pháp, Nhật, Trung Quốc… Đó là những tấm gương sáng nỗ lực vượt khó để học tập, lao động và hoạt động tốt.

## Lịch sử

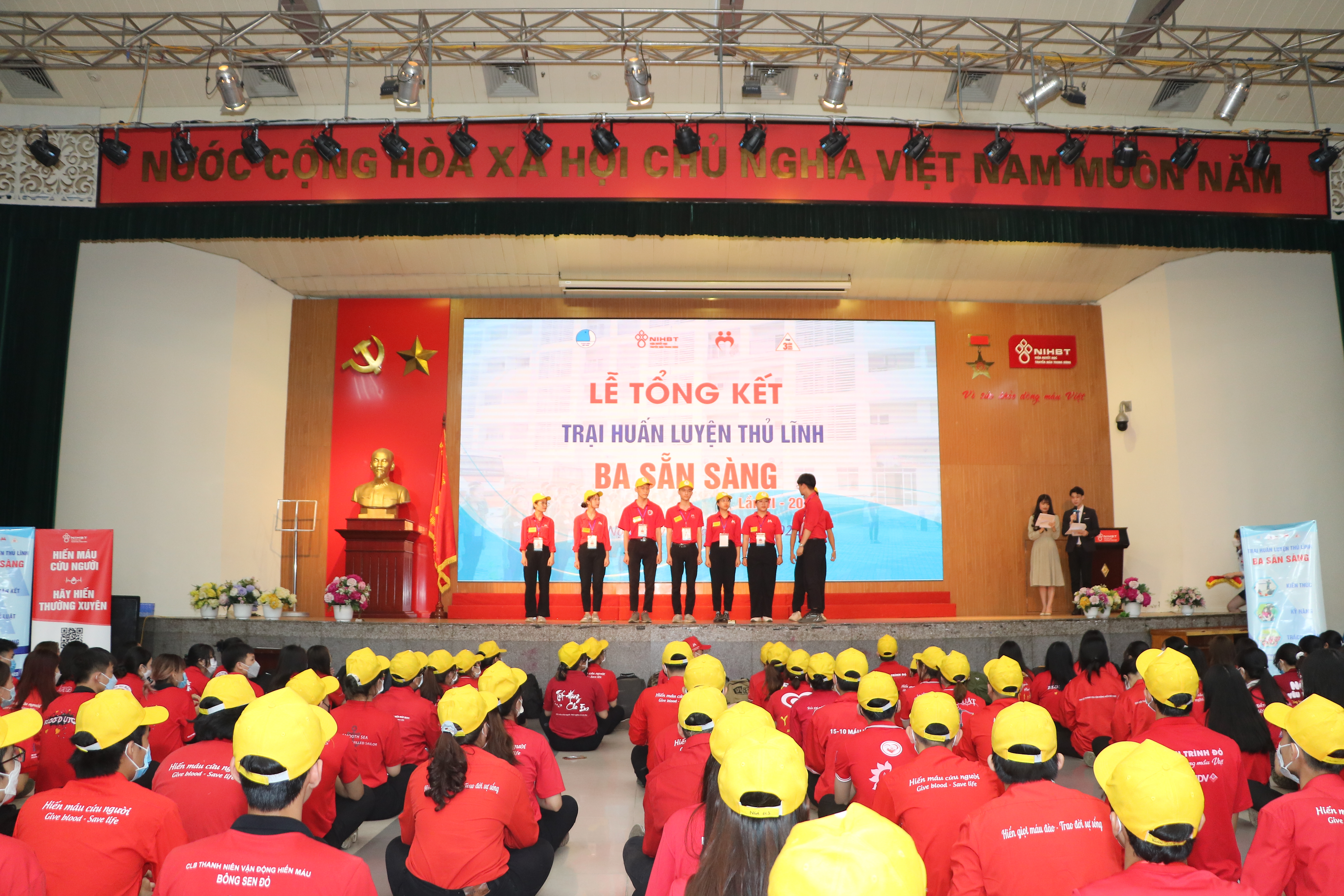

- Ngày 24/01/1994: Thành lập, với tên gọi ban đầu là Câu lạc bộ học sinh sinh viên hoạt động nhân đạo, trực thuộc Trung ương Hội Sinh viên Việt Nam. Anh Nguyễn Đức Thuận, sinh viên Trường Đại học Y Hà Nội được chọn cử là Chủ nhiệm Câu lạc bộ.
- Ngày 06/01/1995: Đổi tên thành Câu lạc bộ vận động hiến máu nhân đạo trực thuộc Hội Liên hiệp Thanh niên Việt Nam.
- Ngày 19/5/1996: Phát triển lên thành Chi hội Thanh niên tình nguyện vận động hiến máu nhân đạo Thành phố Hà Nội, trực thuộc Hội Liên hiệp Thanh niên Việt Nam TP Hà Nội. Đây là dấu mốc lịch sử quan trọng được lấy là Đại hội lần thứ I của Hội. Anh Nguyễn Đức Thuận, sinh viên Trường Đại học Y Hà Nội được hiệp thương là Chi hội trưởng.
- Ngày 07/4/2000: Đổi tên và phát triển thành Hội Thanh niên tình nguyện vận động hiến máu nhân đạo Thành phố Hà Nội với 04 Chi hội và 01 câu lạc bộ trực thuộc. Đây cũng là thời điểm đánh dấu Đại hội lần thứ II của Hội (2000 – 2004), anh Nguyễn Đức Thuận – cán bộ Viện Huyết học – Truyền máu được hiệp thương giữ chức danh Chủ tịch Hội, anh cũng là chủ tịch đầu tiên của Hội.
- Ngày 18/9/2004 tại Hà Nội, Đại hội đại biểu lần thứ III (2004 – 2009) của Hội được tổ chức trong tình hình phong trào hiến máu có nhiều bước tiến mới, mô hình điểm hiến máu cố định đạt nhiều hiệu quả, đây cũng là thời điểm đưa vào mô hình tổ chức hiến máu bằng xe lưu động. Anh Nguyễn Đức Thuận được Đại hội tín nhiệm hiệp thương tiếp tục giữ danh Chủ tịch Hội.
- Ngày 27/9/2009 tại Hà Nội, Đại hội đại biểu lần thứ IV (2009 – 2014) của Hội được tổ chức trọng thể, anh Ngô Mạnh Quân – Trưởng Khoa Vận động và Tổ chức hiến máu, Viện Huyết học – Truyền máu TW được Đại hội tín nhiệm hiệp thương giữ chức danh Chủ tịch Hội. Đây là giai đoạn đánh dấu sự phát triển mạnh mẽ của phong trào hiến máu gắn liền với các ngày hội hiến máu lớn. Ngày 24/01/2010, theo nguyện vọng của đông đảo cán bộ, hội viên, Hội ta đổi tên thành Hội Thanh niên vận động hiến máu Hà Nội như hiện nay. Ngày 28/12/2011, Ủy ban Hội khóa IV, kỳ họp thứ 5 đã hiệp thương anh Chử Nhất Hợp – cán bộ Viện Huyết học – Truyền máu TW giữ chức danh Chủ tịch Hội khóa IV.
- Ngày 07/6/2014, Đại hội đại biểu lần thứ V (2014 – 2019) của Hội được tổ chức trọng thể, anh Chử Nhất Hợp – Chủ tịch Hội khóa IV tiếp tục được Đại hội tín nhiệm hiệp thương giữ chức danh Chủ tịch Hội khóa V. Chủ đề của Đại hội: Phát huy truyền thống tự hào 20 năm tình nguyện, tiếp thu kiến thức khoa học, đổi mới các hoạt động, nâng cao kỹ năng công tác Hội, thúc đẩy đam mê tình nguyện vì cuộc sống cộng đồng, vì sự sống người bệnh, vì sự tiến bộ của tuổi trẻ.
-	Ngày 02/6/2019, Đại hội đại biểu lần thứ VI (2019 – 2024) của Hội được tổ chức trọng thể, anh Chử Nhất Hợp – Chủ tịch Hội khóa V tiếp tục được đại hội tín nhiệm hiệp thương giữ chức danh Chủ tịch Hội khóa VI. Chủ đề của Đại hội: Tự hào 25 năm, cán bộ, hội viên, tình nguyện viên phát huy truyền thống quyết tâm phát triển Hội Thanh niên vận động hiến máu Hà Nội: Đoàn kết vững mạnh – Sẵn sàng hiến máu – Tiên phong học tập – Sáng tạo lập nghiệp vì sự tiến bộ của tuổi trẻ, vì sự sống người bệnh.
- Ngày 22/01/2021, tại kỳ họp thứ 2 Ủy ban Hội khóa VI, anh Trịnh Xuân Thủy - cán bộ Viện Huyết học - Truyền máu Trung ương được hiệp thương giữ chức danh Chủ tịch Hội thay anh Chử Nhất Hợp. Cũng trong giai đoạn này, nước ta và thế giới đang trải qua đại dịch Covid-19 với sức tàn phá khủng khiếp, Hội đã từng bước chuyển đổi mô hình hoạt động kịp thời thích ứng trong giai đoạn mới.
- Ngày 14/6/2024, Đại hội đại biểu lần thứ VII (2024 - 2029) của Hội được tổ chức trọng thể, anh Trịnh Xuân Thuỷ - Chủ tịch Hội khoá VI tiếp tục được đại hội tín nhiệm hiệp thương giữ chức danh Chủ tịch Hội khoá VII. Chủ đề của Đại hội: Đoàn kết phát triển – Đổi mới nâng tầm – Nhân ái sẻ chia – Tiến bộ vươn xa.
- Ngày 07/4/2025, được sự đồng ý của Trung ương Hội Liên hiệp Thanh niên Việt Nam, Ban Thư ký Hội Liên hiệp Thanh niên Việt Nam thành phố Hà Nội ra quyết định số 04-QĐ/HHN về việc đổi tên Hội Thanh niên vận động hiến máu Hà Nội thành Hội Thanh niên vận động hiến máu Việt Nam. Dấu mốc đổi tên này kỳ vọng sẽ phát triển hơn nữa lực lượng thanh niên vận động hiến máu trong cả nước và mở rộng mô hình, mặt trận đoàn kết, tập hợp thanh niên cùng cống hiến vì sự sống người bệnh, vì sự tiến bộ của tuổi trẻ, vì sự phát triển bền vững của phong trào hiến máu, phong trào thanh niên tình nguyện vì cuộc sống cộng đồng, vì an sinh xã hội của Thủ đô và đất nước.

## Cơ cấu tổ chức của Hội

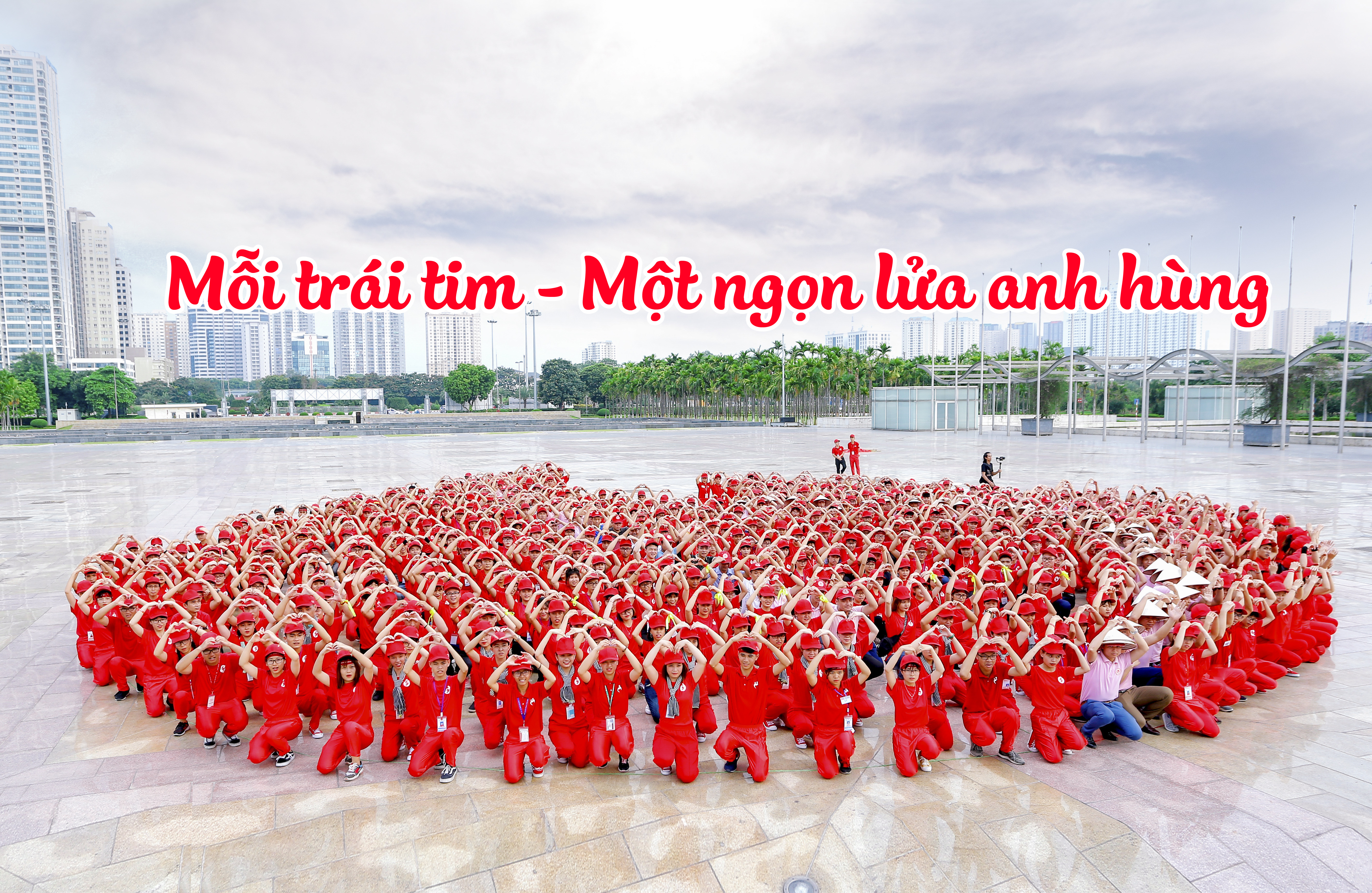

Cơ quan lãnh đạo cao nhất của Hội là Đại hội đại biểu, được tổ chức 5 năm 1 lần theo nhiệm kì của Hội Liên hiệp Thanh niên Việt Nam. Tại Đại hội, sẽ hiệp thương chọn cử ra Ủy ban Hội để điều hành hoạt động giữa hai kì Đại hội, Ủy ban Hội hiệp thương chọn cử Thường trực Ủy ban Hội và các chức danh chủ chốt của Hội.
Hội không ngừng củng cố tổ chức và mở rộng địa bàn hoạt động. Hiện nay, Hội bao gồm 12 Chi hội, các Ban chuyên môn và Văn phòng Hội. 
- Ủy ban Hội khóa VII (2024 – 2029) gồm 29 anh/chị. Giúp việc cho Ủy ban Hội có: Hội đồng Huấn luyện, Hội đồng Thi đua, Văn phòng Hội, các Ban chuyên môn và các Câu lạc bộ theo sở thích.
- Chi hội Thanh niên vận động hiến máu 06/01 (Ý nghĩa tên gọi: Ngày Toàn quốc hiến máu) hoạt động trọng tâm trên địa bàn khu vực quận Cầu Giấy.
- Chi hội Thanh niên vận động hiến máu 24/01 (Ý nghĩa tên gọi: Ngày thành lập Hội) hoạt động trọng tâm trên địa bàn khu vực quận Đống Đa.
- Chi hội Thanh niên vận động hiến máu 27/2 (Ý nghĩa tên gọi: Ngày Thầy thuốc Việt Nam) hoạt động trọng tâm trên địa bàn khu vực quận Đống Đa.
- Chi hội Thanh niên vận động hiến máu 08/3 (Ý nghĩa tên gọi: Ngày thành lập Viện Huyết học – Truyền máu Trung ương) hoạt động trọng tâm tại quận Cầu Giấy.
- Chi hội Thanh niên vận động hiến máu 26/3 (Ý nghĩa tên gọi: Ngày thành lập Đoàn TNCS Hồ Chí Minh) hoạt động trên địa bàn: quận Hà Đông, huyện Thanh Trì.
- Chi hội Thanh niên vận động hiến máu 07/4 (Ý nghĩa tên gọi: Ngày Toàn dân hiến máu – từ 07/4/2000) hoạt động trên địa bàn quận Thanh Xuân.
- Chi hội Thanh niên vận động hiến máu 08/5 (Ý nghĩa tên gọi: Ngày Quốc tế Chữ thập đỏ) hoạt động trên địa bàn: quận Cầu Giấy, Tây Hồ.
- Chi hội Thanh niên vận động hiến máu 14/6 (Ý nghĩa tên gọi: Ngày Quốc tế Người hiến máu) hoạt động trên địa bàn: quận Hà Đông, huyện Chương Mỹ.
- Chi hội Thanh niên vận động hiến máu 19/8 (Ý nghĩa tên gọi: Ngày Cách mạng tháng Tám thành công) hoạt động trên địa bàn: huyện Gia Lâm, quận Long Biên.
- Chi hội Thanh niên vận động hiến máu 15/10 (Ý nghĩa tên gọi: Ngày truyền thống Hội Liên hiệp Thanh niên Việt Nam) hoạt động trọng tâm trên địa bàn: quận Hai Bà Trưng, Hoàng Mai.
- Chi hội Thanh niên vận động hiến máu 01/12 (Ý nghĩa tên gọi: Ngày Thế giới phòng chống HIV/AIDS) hoạt động trên địa bàn: quận Nam Từ Liêm, Bắc Từ Liêm, huyện Hoài Đức.
- Chi hội Thanh niên vận động hiến máu 05/12 (Ý nghĩa tên gọi: Ngày Quốc tế Người tình nguyện) hoạt động trên địa bàn: quận Bắc Từ Liêm, huyện Đông Anh.
Hội có logo riêng, bài ca truyền thống, đồng phục. Văn phòng Hội đặt tại tầng 6, Tòa nhà Trung tâm Máu Quốc gia (Viện Huyết học – Truyền máu TW) – Phố Phạm Văn Bạch, Yên Hòa, Cầu Giấy, Hà Nội.

## Văn hoá tổ chức của Hội

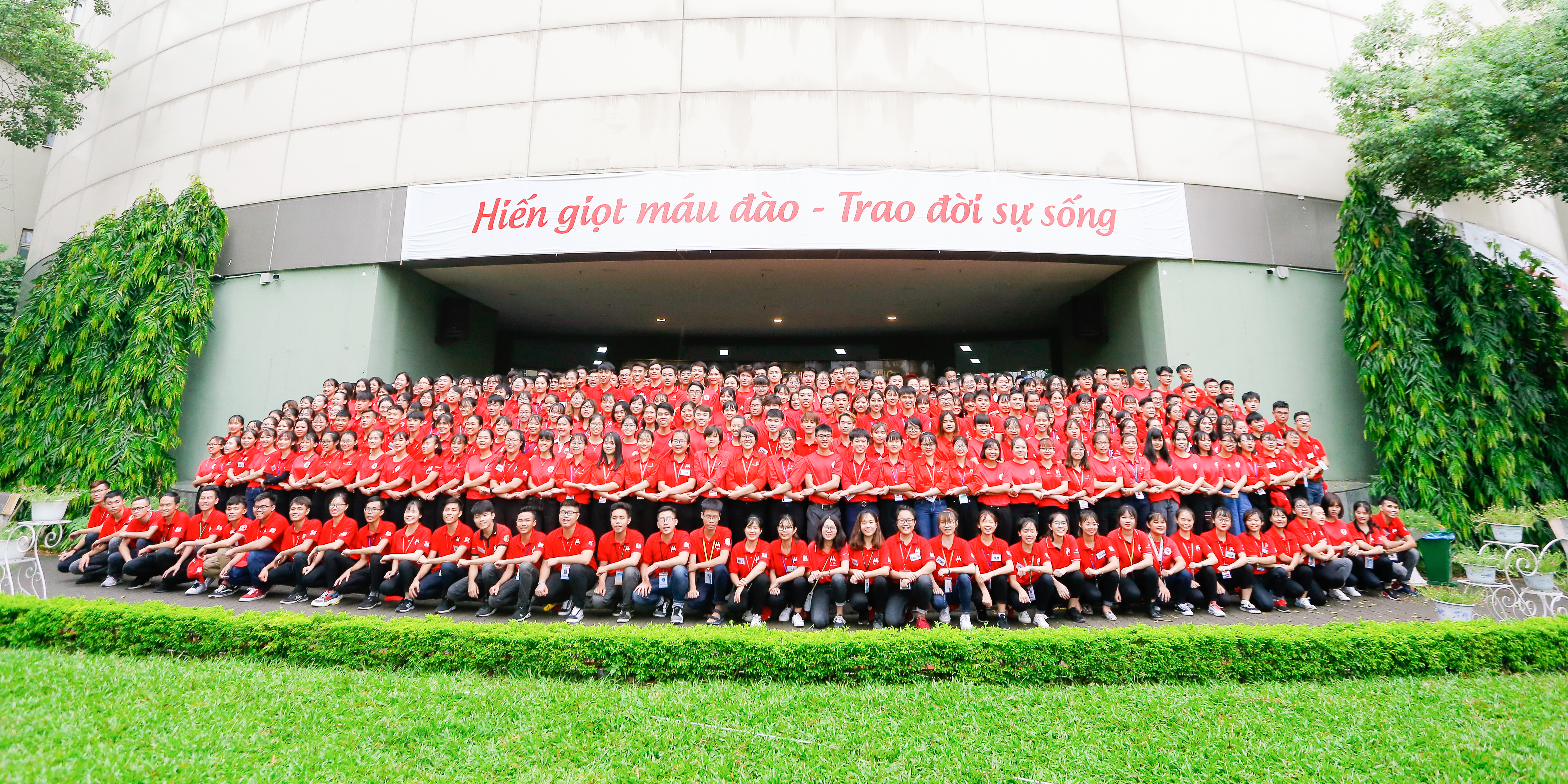

Văn hoá tổ chức Hội là một hệ thống các giá trị vật chất và tinh thần do cán bộ, hội viên, tình nguyện viên sáng tạo, chọn lọc và phát triển trong quá trình hoạt động Hội.

### Các tính chất văn hóa tổ chức Hội
-  Tính cộng đồng: Thể hiện đậm nét tình cảm cộng đồng trong văn hóa Việt, sự giao lưu, gắn kết, tương trợ trong công việc, trong cuộc sống như gia đình, làng xóm….
-  Tính nhân văn: Thể hiện tình yêu thương, được cống hiến, mong muốn được chia sẻ, được giúp đỡ, làm việc tốt mang lại giá trị cộng đồng, xã hội cho người bệnh, cho bản thân và gia đình.
-  Tính tiên phong: Thể hiện sự nỗ lực vượt khó khăn, vươn lên trong cuộc sống, trong lao động và hoạt động, sự sáng tạo, tính cầu thị mong muốn được tiến bộ để trưởng thành.

### Các đặc trưng văn hóa tổ chức Hội
-   Đặc trưng nhận diện (hữu hình thể hiện bên ngoài), bao gồm: các hình ảnh, biểu tượng, là những cái dễ nhìn thấy, nghe thấy, cảm nhận được khi tiếp xúc với Hội. Ví dụ: thư mời, điểm hiến máu, các văn bản quy định nguyên tắc hoạt động, trang phục, logo, slogan, bài hát, những câu chuyện về tổ chức (những năm tháng khởi đầu, hình tượng thủ lĩnh), các sự kiện, lễ hội, ngày hội...
-   Đặc trưng trung gian (chuẩn mực, phong cách), bao gồm: Các giá trị được các cán bộ, hội viên, cảm tình viên chấp nhận, phổ biến và thực hiện. Ví dụ: phong cách ăn mặc, cách sử dụng ngôn ngữ, cách biểu lộ cảm xúc, các nghi thức, các quy định thành văn và bất thành văn được các thành viên tin và thực hiện, chiến lược, mục tiêu, phương châm hoạt động, các mối quan hệ.
-   Đặc trưng cốt lõi, bao gồm: Các yếu tố, nền tảng được hình thành qua thời gian chọn lọc và phát triển. Ví dụ: tâm lí, tình cảm, tình yêu với tổ chức của cán bộ, hội viên; tình cảm, suy nghĩ của các đối tác bên ngoài; sự tin yêu, quý trọng.

### Xây dựng văn hóa tổ chức Hội
Là nhiệm vụ của toàn Hội trong tất cả các giai đoạn, thời kỳ phát triển, xây dựng văn hóa tổ chức Hội bao gồm rất nhiều các nội dung, tập trung chủ yếu vào các vấn đề: Xây dựng hệ thống nhận diện và hình ảnh, xây dựng các quy định ứng xử giao tiếp, văn hóa người thủ lĩnh, các chuẩn mực, phong cách hoạt động Hội và các quan hệ với đối tác, giá trị cốt lõi phát triển bản thân.

## Khen thưởng
Qua hơn ba thập kỉ phát triển, lịch sử đã khẳng định tổ chức Hội thực sự là ngôi nhà chung của những của những tấm lòng nhân ái, của những thanh niên tình nguyện Thủ đô. Hội đã vinh dự được nhận được các bằng khen, danh hiệu cao quý sau:

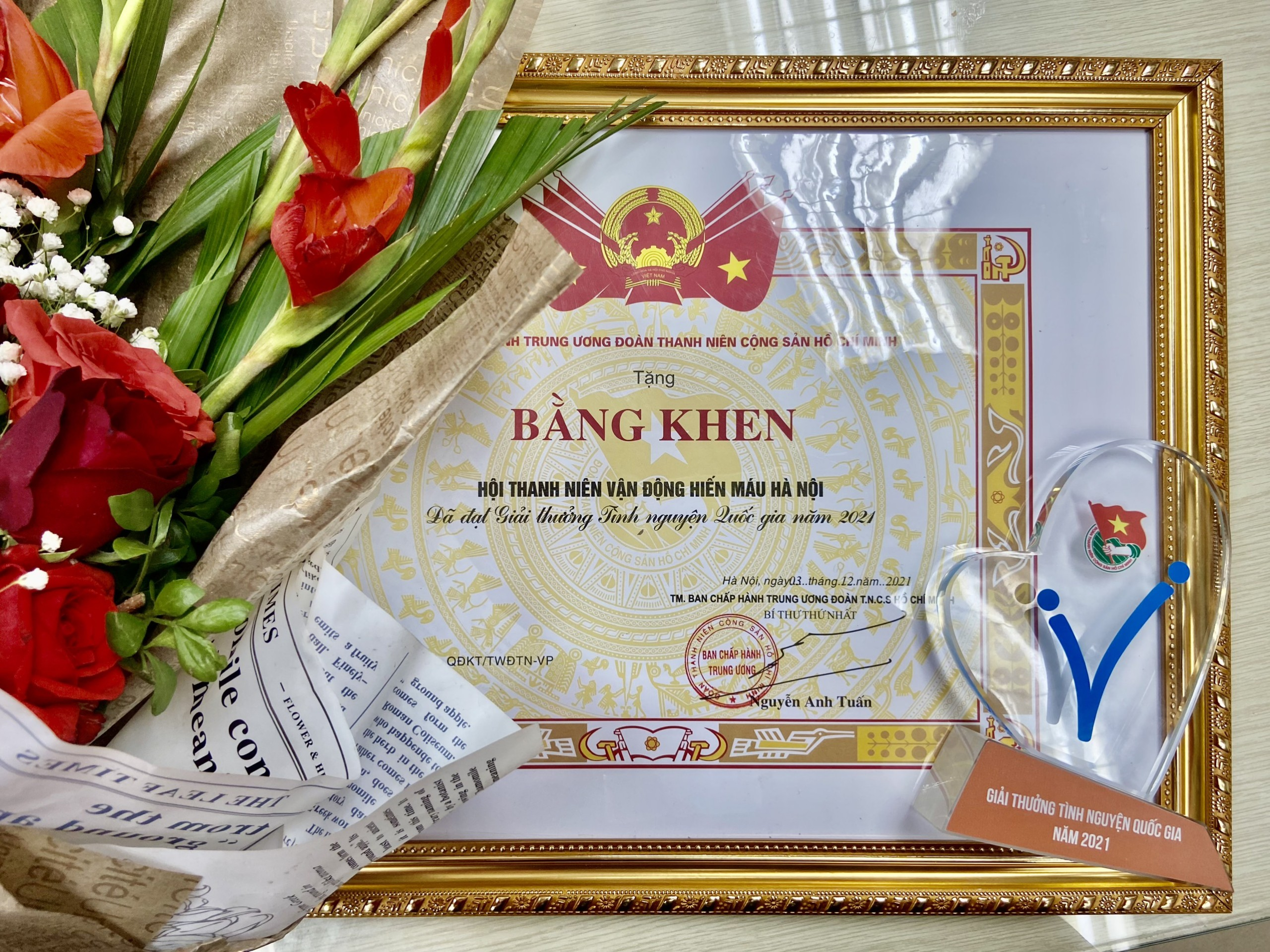

- Huân chương Lao động hạng Ba của Chủ tịch nước Cộng hòa xã hội chủ nghĩa Việt Nam.
- Bằng khen của Thủ tướng Chính phủ nước Cộng hòa xã hội chủ nghĩa Việt Nam.
- Giải thưởng Tình nguyện quốc gia, Giải thưởng Khi Tổ quốc cần do Ban Chấp hành Trung ương Đoàn Thanh niên Cộng sản Hồ Chí Minh trao tặng năm 2013 và 2021.
- Bằng khen của Trung ương Đoàn Thanh niên Cộng sản Hồ Chí Minh, Trung ương Hội Liên hiệp Thanh niên Việt Nam.
- Bằng khen của Bộ Y tế.
- Bằng khen của Trung ương Hội Chữ thập đỏ Việt Nam, Ban Chỉ đạo Quốc gia vận động hiến máu tình nguyện.
- Bằng khen của Trung ương Hội Sinh viên Việt Nam.
- Bằng khen của UBND Thành phố Hà Nội, UBND tỉnh Thái Nguyên, UBND tỉnh Lạng Sơn.
- Bằng khen của Đoàn Thanh niên Cộng sản Hồ Chí Minh thành phố Hà Nội, Hội Liên hiệp Thanh niên Việt Nam TP Hà Nội đánh giá là đơn vị thi đua xuất sắc trong công tác Hội và phong trào thanh niên trong nhiều năm liên tiếp.